# Chrysopilus
Chrysopilus är ett släkte av tvåvingar som beskrevs av Pierre Justin Marie Macquart 1826. 
Chrysopilus ingår i familjen snäppflugor.

## Bildgalleri

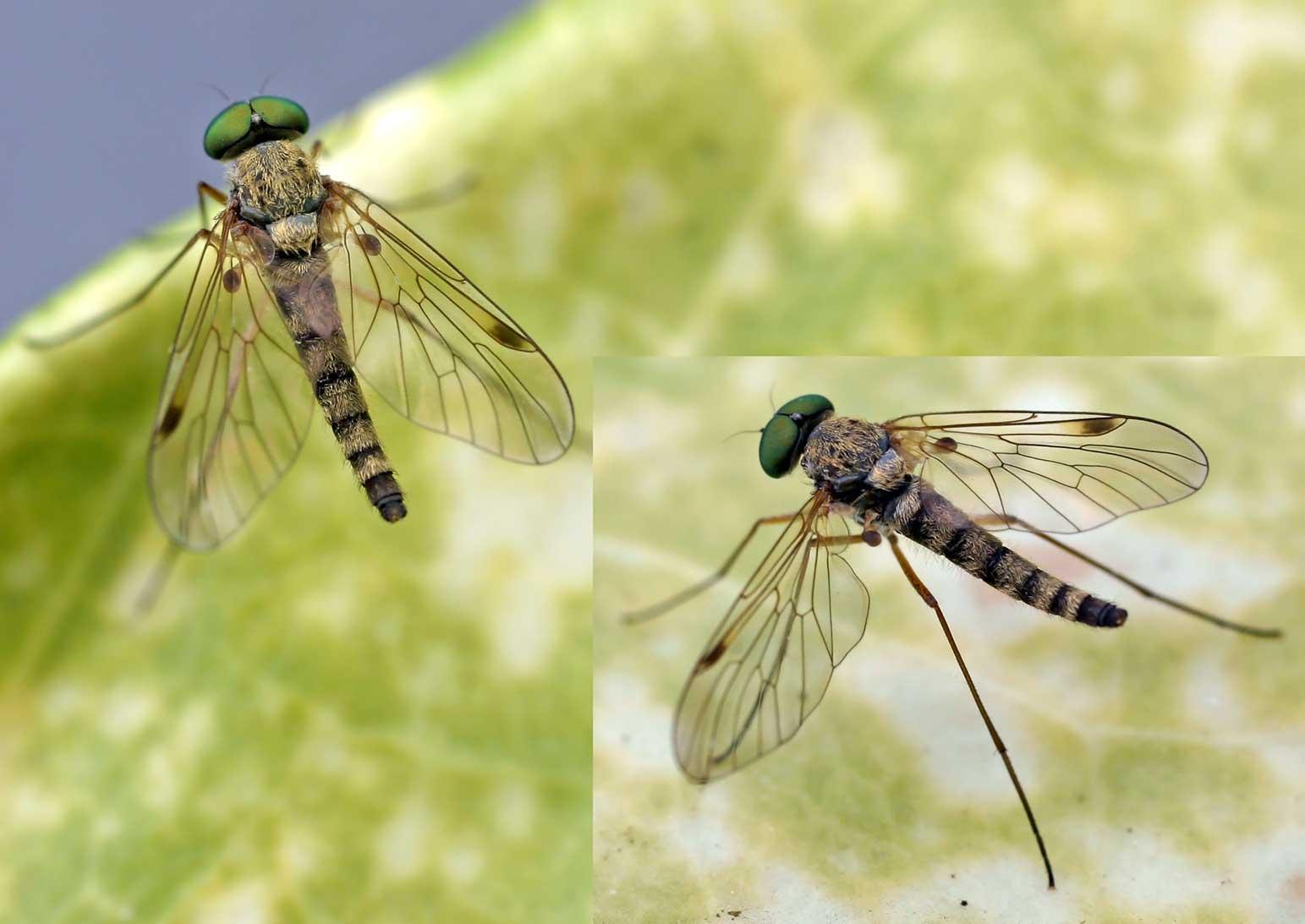

## Dottertaxa tillChrysopilus, i alfabetisk ordning[1][2]
- Chrysopilus aequicellulatus
- Chrysopilus alaskaensis
- Chrysopilus albicornis
- Chrysopilus albobasalis
- Chrysopilus albopictus
- Chrysopilus alpicola
- Chrysopilus alternatus
- Chrysopilus amamiensis
- Chrysopilus americanus
- Chrysopilus amorimi
- Chrysopilus amulus
- Chrysopilus amurensis
- Chrysopilus andersoni
- Chrysopilus andicola
- Chrysopilus andringitrensis
- Chrysopilus androgynus
- Chrysopilus angustifacies
- Chrysopilus angustifrons
- Chrysopilus ankaratrae
- Chrysopilus anthracinus
- Chrysopilus antipodes
- Chrysopilus antongilensis
- Chrysopilus apicalis
- Chrysopilus arcticus
- Chrysopilus arctiventris
- Chrysopilus argenteofasciatus
- Chrysopilus argenteus
- Chrysopilus argentina
- Chrysopilus argyrophorus
- Chrysopilus asiliformis
- Chrysopilus ater
- Chrysopilus aterrimus
- Chrysopilus atricornis
- Chrysopilus auratus
- Chrysopilus aureus
- Chrysopilus aymara
- Chrysopilus azurinus
- Chrysopilus balbii
- Chrysopilus basalis
- Chrysopilus basifasciatus
- Chrysopilus basiflavus
- Chrysopilus basilaris
- Chrysopilus batak
- Chrysopilus beameri
- Chrysopilus bequaerti
- Chrysopilus betsileorum
- Chrysopilus binoculatus
- Chrysopilus binotatus
- Chrysopilus birmanensis
- Chrysopilus bisectus
- Chrysopilus bistriatipennis
- Chrysopilus boettcheri
- Chrysopilus brasiliensis
- Chrysopilus brunneifrons
- Chrysopilus burmanicus
- Chrysopilus caducus
- Chrysopilus calchaqui
- Chrysopilus caligatus
- Chrysopilus calopterus
- Chrysopilus camargoi
- Chrysopilus capillosus
- Chrysopilus choui
- Chrysopilus clarapex
- Chrysopilus claricinctus
- Chrysopilus clarus
- Chrysopilus clemendoti
- Chrysopilus cochinensis
- Chrysopilus coeruleothorax
- Chrysopilus cognatus
- Chrysopilus collessi
- Chrysopilus commoni
- Chrysopilus connexus
- Chrysopilus consanguineus
- Chrysopilus correctus
- Chrysopilus cricosphaerota
- Chrysopilus cristatus
- Chrysopilus cubensis
- Chrysopilus dauricus
- Chrysopilus davisi
- Chrysopilus decisus
- Chrysopilus decoratus
- Chrysopilus delpontei
- Chrysopilus depressiconus
- Chrysopilus dilatus
- Chrysopilus dimidiatus
- Chrysopilus diplostigma
- Chrysopilus ditissimis
- Chrysopilus dives
- Chrysopilus divisus
- Chrysopilus donato
- Chrysopilus dubius
- Chrysopilus dudai
- Chrysopilus duplicatus
- Chrysopilus edgari
- Chrysopilus egregius
- Chrysopilus elegans
- Chrysopilus erythrophthalmus
- Chrysopilus facetticus
- Chrysopilus fasciatus
- Chrysopilus fascipennis
- Chrysopilus fasciventris
- Chrysopilus fenestratus
- Chrysopilus ferruginosus
- Chrysopilus fijiensis
- Chrysopilus fimbriatus
- Chrysopilus flaveolus
- Chrysopilus flavibarbis
- Chrysopilus flavicomus
- Chrysopilus flavopilosus
- Chrysopilus flavopunctatus
- Chrysopilus foedus
- Chrysopilus fulvidus
- Chrysopilus fuscicinctus
- Chrysopilus fuscipes
- Chrysopilus gansuensis
- Chrysopilus gemmiferus
- Chrysopilus georgianus
- Chrysopilus gilvipennis
- Chrysopilus golbachi
- Chrysopilus grandis
- Chrysopilus gratiosus
- Chrysopilus gravelyi
- Chrysopilus griffithi
- Chrysopilus griseipennis
- Chrysopilus griveaudi
- Chrysopilus guangxiensis
- Chrysopilus guianicus
- Chrysopilus guttipennis
- Chrysopilus guttulatus
- Chrysopilus hakusanus
- Chrysopilus hardyi
- Chrysopilus helvolus
- Chrysopilus heroicus
- Chrysopilus howei
- Chrysopilus huashanus
- Chrysopilus humeralis
- Chrysopilus humilis
- Chrysopilus hyalinus
- Chrysopilus hybridus
- Chrysopilus iani
- Chrysopilus illustris
- Chrysopilus imitator
- Chrysopilus impar
- Chrysopilus incidens
- Chrysopilus indris
- Chrysopilus infuscatus
- Chrysopilus inka
- Chrysopilus insularis
- Chrysopilus intermedius
- Chrysopilus invalidus
- Chrysopilus irroratus
- Chrysopilus itoi
- Chrysopilus ivontakae
- Chrysopilus jamaicensis
- Chrysopilus keiseri
- Chrysopilus kimoroensis
- Chrysopilus kincaidi
- Chrysopilus komurae
- Chrysopilus kurentzovi
- Chrysopilus kyotoensis
- Chrysopilus laetus
- Chrysopilus lateralis
- Chrysopilus latifrons
- Chrysopilus latipennis
- Chrysopilus latistigma
- Chrysopilus latus
- Chrysopilus leleji
- Chrysopilus lemur
- Chrysopilus leonardi
- Chrysopilus leptiformis
- Chrysopilus lii
- Chrysopilus lilianae
- Chrysopilus lineatus
- Chrysopilus lokobiensis
- Chrysopilus longipalpis
- Chrysopilus lucifer
- Chrysopilus lucimaculatus
- Chrysopilus luctuosus
- Chrysopilus luculentus
- Chrysopilus ludens
- Chrysopilus lugubrinus
- Chrysopilus lupinus
- Chrysopilus luteolus
- Chrysopilus mackerrasi
- Chrysopilus macularis
- Chrysopilus maculipennis
- Chrysopilus madecassus
- Chrysopilus maerens
- Chrysopilus magnipennis
- Chrysopilus malaisei
- Chrysopilus marmoratus
- Chrysopilus marumbiensis
- Chrysopilus matsumurai
- Chrysopilus mawambus
- Chrysopilus mcalpinei
- Chrysopilus megacephalus
- Chrysopilus merinanus
- Chrysopilus mexicanus
- Chrysopilus microphallus
- Chrysopilus modestus
- Chrysopilus mojiangensis
- Chrysopilus montanorum
- Chrysopilus moramangensis
- Chrysopilus morimotoi
- Chrysopilus mundus
- Chrysopilus mutabilis
- Chrysopilus nanus
- Chrysopilus neimongolicus
- Chrysopilus nemoris
- Chrysopilus niger
- Chrysopilus nigricauda
- Chrysopilus nigriculus
- Chrysopilus nigrifacies
- Chrysopilus nigrimaculatus
- Chrysopilus nigrimarginatus
- Chrysopilus nigripalpis
- Chrysopilus nigrocinctus
- Chrysopilus nitidiventris
- Chrysopilus niveofarniosus
- Chrysopilus nobilipennis
- Chrysopilus norrisi
- Chrysopilus nubecula
- Chrysopilus nudus
- Chrysopilus obscuralatus
- Chrysopilus obscuratus
- Chrysopilus obscuribarbus
- Chrysopilus obscuripes
- Chrysopilus occidentalis
- Chrysopilus okutanii
- Chrysopilus opacifrons
- Chrysopilus opalescens
- Chrysopilus opalizans
- Chrysopilus ornatipennis
- Chrysopilus pallipes
- Chrysopilus pallipilosus
- Chrysopilus palparis
- Chrysopilus panamensis
- Chrysopilus paradoxus
- Chrysopilus parvus
- Chrysopilus peruanus
- Chrysopilus phaeopterus
- Chrysopilus philippii
- Chrysopilus philippinus
- Chrysopilus pilosus
- Chrysopilus pingquanus
- Chrysopilus pingxianganus
- Chrysopilus plaumanni
- Chrysopilus plebeius
- Chrysopilus poecilopterus
- Chrysopilus praetiosus
- Chrysopilus propinquus
- Chrysopilus proximus
- Chrysopilus puella
- Chrysopilus pullus
- Chrysopilus quadratus
- Chrysopilus rhagiodes
- Chrysopilus rotundipennis
- Chrysopilus rufipes
- Chrysopilus ruiliensis
- Chrysopilus saffranus
- Chrysopilus sauteri
- Chrysopilus schinusei
- Chrysopilus schlingeri
- Chrysopilus segmentatus
- Chrysopilus semipictus
- Chrysopilus sericeus
- Chrysopilus shaanxiensis
- Chrysopilus shananus
- Chrysopilus shibuyai
- Chrysopilus siculus
- Chrysopilus sigillatus
- Chrysopilus silvaticus
- Chrysopilus silvicola
- Chrysopilus similis
- Chrysopilus simillimus
- Chrysopilus simonovi
- Chrysopilus simplex
- Chrysopilus sinensis
- Chrysopilus smaragdinus
- Chrysopilus sobolevae
- Chrysopilus sogai
- Chrysopilus sordidus
- Chrysopilus splendidus
- Chrysopilus squamithorax
- Chrysopilus stigma
- Chrysopilus stigmatias
- Chrysopilus strigipennis
- Chrysopilus stylatus
- Chrysopilus subalpicola
- Chrysopilus subamurensis
- Chrysopilus subaquilis
- Chrysopilus subauratus
- Chrysopilus subpingquanus
- Chrysopilus subsplendidus
- Chrysopilus subtrimaculatus
- Chrysopilus subugensis
- Chrysopilus sucini
- Chrysopilus suomianus
- Chrysopilus superbus
- Chrysopilus tanakai
- Chrysopilus tasmaniensis
- Chrysopilus tenggeranus
- Chrysopilus testaceipes
- Chrysopilus testaceus
- Chrysopilus thoracicus
- Chrysopilus tomentosus
- Chrysopilus tonnoiri
- Chrysopilus torrentium
- Chrysopilus trifasciatus
- Chrysopilus trimaculatus
- Chrysopilus tsacasi
- Chrysopilus tuckeri
- Chrysopilus turkestanus
- Chrysopilus ugensis
- Chrysopilus ungaranensis
- Chrysopilus unicolor
- Chrysopilus unicus
- Chrysopilus vacillans
- Chrysopilus vadoni
- Chrysopilus waigiensis
- Chrysopilus valdivianus
- Chrysopilus variipilus
- Chrysopilus varius
- Chrysopilus velutinus
- Chrysopilus vespertinus
- Chrysopilus villosissimus
- Chrysopilus wirthi
- Chrysopilus virtuosus
- Chrysopilus vitreus
- Chrysopilus xanthocromus
- Chrysopilus xanthopus
- Chrysopilus xizangensis
- Chrysopilus yerburyi
- Chrysopilus yezonis
- Chrysopilus yunnanensis
- Chrysopilus zanjensis
- Chrysopilus zinovjevi